# 10167 Йосіватайсо
10167 Йосіватайсо (10167 Yoshiwatiso) — астероїд головного поясу, відкритий 31 січня 1995 року.
Тіссеранів параметр щодо Юпітера — 3,478.
Названо на честь астронома-аматора Йосіватайсо (яп. よしわたいそ).